# Can Vilumara
Can Vilumara es un conjunto de edificaciones construidas en dos momentos muy diferentes de Hospitalet de Llobregat (Barcelonés), protegido como bien cultural de interés local.
Las más antiguas son de 1907 y presentan la casa-portería modernista y dos pabellones. Uno es de ladrillo, rectangular, con tejado a doble vertiente y cubierta de teja romana, y aperturas muy estrechadas y altas. El otro es un gran edificio de planta casi cuadrada, de ladrillo enlucido y ladrillo viste remarcando los ángulos, las ventanas y la línea superior de la barandilla de la azotea, con suelo de baldosa donde hay un gran depósito.
La portería es una vivienda de marcado estilo modernista que, a pesar de la humildad que sugiere su pequeño volumen y el hecho de tratarse de la portería de una fábrica, no está exenta del decorado típico y propio de la época. Tiene las paredes de ladrillo enlucido y remarcando las aperturas y los ángulos con hileras de ladrillo; hay una franja ornamental de mariposas de la seda de terracota en lo alto. En la fachada que da al patio de la fábrica, se puede ver un gran rectángulo con una Virgen María de cerámica vidriada blanca y azul.
Entre las dos partes se levanta una gran chimenea de ladrillo. Hace aproximadamente 35 metros de altura y tiene la base hexagonal.

## Historia
Can Vilumara se instaló en 1907 junto a la Fragua. En aquel tiempo eran ya 35 las grandes industrias que  había en el municipio. Empresa próspera dedicada al textil, en especial la seda, conoció remodelaciones y ampliaciones entre los años 1922 y 1928. Desde el año 1982 está cedida por su propietario, Josep M. Vilumara, como Instituto Can Vilumara y campo de deportes.